# Vinto Alto
Vinto Alto es un caserío peruano ubicado en el distrito de Barranca, perteneciente a la provincia homónima del departamento de Lima, en la costa central del Perú.

## Historia
Durante la época colonial, Vinto Alto, junto con Vinto Bajo y Roncador, formaba parte de una gran hacienda propiedad de Gregorio Lobatón de la Hoz, quien fue gobernador de Barranca. Posteriormente, la propiedad pasó a su hijo Gregorio Lobatón Ronceros, quien la mantuvo hasta 1821.  
A partir de 1821, la hacienda fue adquirida por los hermanos José y Manuel de Aparicio y Vélez, quienes la administraron hasta 1835. En ese año, la propiedad pasó a manos de Francisco Gamarra Ronceros, quien la conservó hasta su fallecimiento en 1870. Su hijo Alejo Gamarra Dulanto heredó la hacienda y la mantuvo hasta su muerte en 1890.  
Tras el fallecimiento de Alejo Gamarra Dulanto, la hacienda Vinto fue dividida entre sus hijos. Manuel Candelario Tello Mardones adquirió la mayor parte de las tierras, incluyendo Vinto Alto y Vinto Bajo, mientras que Francisco Gamarra Bustamante conservó la zona de Roncador. A su vez, la esposa de Manuel Candelario Tello Mardones, Agripina Gamarra Bustamante, heredó una porción de Vinto de su padre Alejo.  
Cuando Agripina falleció en 1929 y Manuel Candelario Tello Mardones en 1932, la propiedad se dividió entre sus hijos. Manuel Tello Gamarra se quedó con Vinto Alto, mientras que Angélica Tello Gamarra heredó Vinto Bajo. Desde ese momento, la antigua hacienda Vinto quedó dividida en dos partes.  
La familia Tello conservó las tierras hasta la Reforma Agraria, momento en el cual perdieron la propiedad.

## Ubicación
Vinto Alto se ubica al centro de la provincia de Barranca, en el distrito de Barranca, en el departamento de Lima.

## Demografía
En 2017 Vinto Alto tenía una población de 199 habitantes.
| Gráfica de evolución demográfica de Vinto Alto entre 1993 y 2017 |
|                                                                  |
| Fuentes: Población 1993 y 2017                                   |

## Actividad económica
La economía de Vinto Alto está estrechamente vinculada a la agricultura, al igual que otras localidades de la provincia de Barranca. Los principales cultivos de la zona han sido frejol, algodón, alfalfa y lino. La proximidad de Vinto Alto al río Pativilca ha favorecido estas actividades agrícolas, proporcionando recursos hídricos esenciales para el riego de los campos y contribuyendo al desarrollo agrícola de la localidad.. 